# Millencolin
A Millencolin svéd punkegyüttes. 1992-ben alakultak Örebro városában. Nevük a "melancholy" nevű gördeszkás trükkből származik. Punk rockot, skate punkot és pop punkot játszanak, korábban ska punkot is játszottak.

## Története
Az együttes első demóját 1993-ban adta ki. A felállás a következő volt: Nikola Šarčević, Mathias Färm és Erik Ohlsson. 1993-ban Fredrik Larzon csatlakozott hozzájuk. Färm így másodgitáros lett. 1993-ban rögzítettek egy második demót, amelyet elküldtek a Burning Heart Recordsnak. A kiadó leszerződtette őket, és 1993 novemberében megjelent az első EP-jük.  Az együttes első nagylemeze 1994-ben jelent meg, azóta még nyolc albumot adtak ki.
2003-ban megnyerték a Svéd Rock díjat a "Legjobb svéd rock" kategóriában.

## Tagok
- Nikola Sarcevic – basszusgitár, ének (1992–)
- Mathias Färm – dob (1992–1993), gitár (1993–)
- Erik Ohlsson – gitár (1992–1993), ritmusgitár (1992–)
- Fredrik Larzon – dob (1993–)

## Diszkográfia
- Tiny Tunes (1994, 1998-ban Same Old Tunes néven újból megjelent)
- Life on a Plate (1995)
- For Monkeys (1997)
- Pennybridge Pioneers (2000)
- Home from Home (2002)
- Kingwood (2005)
- Machine 15 (2008)
- True Brew (2015)
- SOS (2019)